# Dragonfly (còmic)
Dragonfly és una superheroïna de còmics de ficció. Creada per Rik Levins, va debutar a Americomics núm. 4 (octubre de 1983) i va protagonitzar la seva pròpia sèrie homònima.

## Història de la publicació
Després d'una inserció publicitària d'una pàgina que va aparèixer a Americomics núm. 3, Dragonfly va fer la seva primera aparició al núm. 4. Es va convertir en el seu propi títol homònim que va tenir vuit números (1985-1987). Tot i que publicada per AC Comics, la sèrie era propietat i finançada pel creador Rik Levins. Segons el president d'AC, Bill Black, el contracte de Dragonfly estipulava que el 70% dels beneficis anirien a Levins i el 30% a AC Comics, però a la pràctica el títol es va equilibrar constantment. Després que Dragonfly esdevingués membre de la Femforce, va aparèixer semi-regularment en aquesta revista.